# سگ شناگر ماهر
سگ شناگر ماهر (انگلیسی: The Water Dog) یک فیلم کوتاه کمدی به کارگردانی راسکو آرباکل است که در سال ۱۹۱۴ منتشر شد. از بازیگران این فیلم می‌توان به راسکو آرباکل و مینتا دارفی اشاره کرد.